# Tanglag (sockenhuvudort i Kina, Qinghai Sheng, lat 34,00, long 99,45)
Tanglag (kinesiska: 当洛, 当洛乡) är en sockenhuvudort i Kina. Den ligger i provinsen Qinghai, i den nordvästra delen av landet, omkring 360 kilometer sydväst om provinshuvudstaden Xining. Antalet invånare är 3 890. Befolkningen består av 1 860 kvinnor och 2 030 män. Barn under 15 år utgör 33 %, vuxna 15-64 år 61 %, och äldre över 65 år 5,0 %.
Runt Tanglag är det mycket glesbefolkat, med 2 invånare per kvadratkilometer. Trakten runt Tanglag består i huvudsak av gräsmarker.